# Dreyershof
Dreyershof ist ein bewohnter Gemeindeteil der Kreisstadt Prenzlau im Landkreis Uckermark in Brandenburg.

## Geographie
Der Ort liegt vier Kilometer südöstlich von Prenzlau. Die Nachbarorte sind Alexanderhöhe im Norden, Alexanderhof im Nordosten, Ewaldshof im Osten, Augustenfelde im Südosten, Seelübbe im Süden, Magnushof im Südwesten, Röpersdorf im Westen sowie Prenzlau im Nordwesten.

## Geschichte
Die erste schriftliche Erwähnung des Ortes stammt aus dem Jahr 1861. Auf der Seite 10 der Ortschaftsstatistik aus dem Jahr wurde er in der heutigen Schreibweise verzeichnet.